# Перт-Амбой (Нью-Джерси)
Перт-Амбой (англ.  Perth Amboy) — город и порт въезда в округе Мидлсекс в штате Нью-Джерси США.

## Описание
Находится в восточно-центральной части Нью-Джерси. Расположен в устье реки Раритан, на заливе Раритан, на южном конце канала Артур-Килл, там мостом соединён с Тоттенвиллем, Статен-Айленд, Нью-Йорк. Основанный в конце XVII века, он был столицей колонии Восточный Джерси с 1686 по 1702 год, а после объединения Восточного и Западного Джерси в провинцию Нью-Джерси он служил вместе с Берлингтоном примерно с 1738 по 1790 год в качестве альтернативной провинциальной столицы. Последним королевским губернатором колонии был сын  Бенджамина Франклина  Уильям. Во время Американской революции Перт-Амбой был оккупирован британцами (1776—1777 гг.), которые позже эвакуировали его, когда генерал Джордж Вашингтон захватил северный Нью-Джерси.
В 1850-х годах там развилась кирпичная промышленность. Сейчас промышленность хорошо диверсифицирована и включает в себя нефтепереработку, электролитическую очистку меди и производство химикатов, пластмасс, одежды и гвоздей. Первоначальное название города, Амбой, имеет индейское происхождение. Позже было добавлено Перт в честь одного из первых владельцев Восточного Джерси, Джеймса Драммонда, 4-го графа Перта. Перт-Амбой обычно считается местом, где проголосовал первый афроамериканец (Томас Мундт Петерсон, 31 марта 1870 года) в Соединенных Штатах. Инкорпорирован в 1718 году. Население в 2000 году — 47 303 жителя, в 2010 году — 50 814 жителей.

## Население
1. Н/Д[4]
2. Н/Д[5]